# Orla vas
Orla vas je naselje u slovenskoj Općini Braslovči. Orla vas se nalazi u pokrajini Štajerskoj i statističkoj regiji Savinjskoj. 

## Stanovništvo
Prema popisu stanovništva iz 2002. godine naselje je imalo 182 stanovnika.